# Comedian Harmonists (фильм)
«Comedian Harmonists» («Комедианты-музыканты») — австрийско-немецкий художественный фильм режиссёра Йозефа Фильсмайера. Вышедший на экраны в 1997 году фильм является творческой трактовкой реальной истории одноимённой немецкой мужской вокальной группы 1928—1935 годов — «Comedian Harmonists». Кинокартина получила главные награды Германии и имела широкий успех в немецком кинопрокате.

## Действие фильма
В начале фильма место действия — Берлин, время — 1927 год, когда в Веймарской республике царила массовая безработица. Самоучка-аранжировщик Гарри Фроммерман задумал собрать мужской вокальный коллектив по примеру самого популярного американского квартета того времени «The Revelers» и с этой целью внимательно просматривает объявления в газетах. Гарри встречает Роберта Биберти, который будучи сыном оперного певца, обладает звучным басом, хотя и не имеет музыкального образования. К ним присоединяются ещё три вокалиста: Ари Лешников, талантливый болгарский тенор, подрабатывающий в Германии как учитель пения и официант в ресторане; баритон Роман Цыцовский, родившийся в Польше и мечтавший об оперной карьере; тенор Эрих Коллин, только что сдавший экзамен в консерваторию. Пять вокалистов и пианист Эрвин Боц объединяются в секстет под названием «Melody Makers» (создатели мелодий).
После первой неудачи вокалисты продолжали интенсивно репетировать, искать свой стиль и репертуар. В августе 1928 года с секстетом подписал контракт на выступления в берлинском Большом Шаушпильхаусе художественный руководитель театра, сценарист, продюсер, режиссёр и актёр Эрика Чарелла, который посоветовал исходное название группы заменить на новое — «Comedian Harmonists».
Коллектив постепенно начал завоёвывать симпатии зрителей благодаря запоминающимся мелодиям и весёлым часто фривольным текстам многих песен со скрытым подтекстом: «Вероника, весна пришла» (нем. Veronika, der Lenz ist da), «Мой маленький зелёный кактус» (нем. Mein kleiner grüner Kaktus) и так далее. Их шлягеры приобретали широкую известность не только в Германии, но и за рубежом во время гастролей, что отражено в фильме. Секстет признали легендарной вокальной группой всех времён. Их аранжировки народных и классических произведений были широко узнаваемы, любимы и популярны.
Ни сами вокалисты, ни их восторженная публика не предполагали, чем может грозить им новая власть нацистской Германии. В 1933 году коллектив дал 150 концертов, но уже в конце года внезапно было отменено выступление в городе Гера с обоснованием, что половина участников ансамбля — евреи. Летом 1934 года коллектив совершил поездку в США, где дал около 30 концертов по радио — больше всего в Радио-сити-мьюзик-холл. Выступление на авианосце «Саратога» транслировалось на кораблях Атлантики и Тихоокеанского флота. Явные шансы для успешной карьеры в Америке были, но группа всё-таки решилась на возвращение в Германию. И сразу стало ясно, что давление властей не ослабевает, а усиливается. 22 февраля 1935 года каждый член музыкального коллектива получил запрет на совместную работу «арийцев» с «неарийцами». В фильме показано одно из последних выступлений накануне отъезда половины участников группы из Германии, когда, не испугавшись гнева со стороны нацистов, зрители стоя аплодировали музыкантам. По воспоминаниям Роберта Биберти, многие выходили на сцену, чтобы выразить артистам своё сочувствие, звучали даже ругательные слова в адрес нацистского режима. Прощальная песня «До свидания, мой дорогой» (нем. Auf Wiedersehen, My Dear) приобрела особенно широкую известность.

## Роли исполняли
В главных ролях:
| № | Актёр             | Роль             | Примечания |
| - | ----------------- | ---------------- | ---------- |
| 1 | Бен Беккер        | Роберт Биберти   | бас        |
| 2 | Хайно Ферх        | Роман Цыцовский  | баритон    |
| 3 | Макс Тидоф        | Ари Лешников     | 1-й тенор  |
| 4 | Генрих Шафмайстер | Эрих Коллин      | 2-й тенор  |
| 5 | Ульрих Нётен      | Гарри Фроммерман | 3-й тенор  |
| 6 | Кай Визингер      | Эрвин Боц        | пианист    |

В других ролях:
- Гюнтер Лампрехт — режиссёр и актёр Эрик Харелль[нем.], первым обративший внимание на секстет «Comedian Harmonists»
- Катя Риман — Мари Цыцовска (нем. Mary Cycowski)
- Мерет Беккер — студентка Эрна Эггштайн (нем. Erna Eggstein)
- Дана Ваврова — Урсула Боц (нем. Ursula Bootz)
- Рольф Хоппе — пропагандист антисемитизма Юлиус Штрейхер, издатель еженедельника «Der Stürmer»
- Отто Зандер — Бруно Леви (нем. Bruno Levy)

## Производство
Летом 1997 года съёмки фильма проходили в городах: Вена, Бад-Фишау-Брунн, Прага, Мюнхен и Берлин. Главным продюсером был венский Dor Film. Участвовали в производстве также Bavaria Film, Wild Bunch, «Perathon Film», «Iduna Film» и «Televersal Film» на основе совместного австрийско-немецкого соглашения (нем. Koproduktionsabkommen Österreich — Deutschland). Йозеф Фильсмайер, поставивший фильм, признан одним из самых успешных немецких режиссёров 1990-х годов.

## Награды
С 1997 до 2000 года фильм с успехом демонстрировался во многих странах на различных кинофестивалях и завоевал несколько престижных наград.
- 1997: Баварский киноприз[нем.].
  - За режиссуру: Йозеф Фильсмайер.
  - Особый приз (нем. Sonderpreis) получили исполнители главных ролей: Бен Бекер, Хайно Ферх, Ульрих Нётен, Генрих Шафмайстер, Макс Тидоф и Кай Визингер.
- 1998: Deutscher Filmpreis (золотая лента) в номинациях:
  - лучший фильм;
  - лучший исполнитель главной роли: Ульрих Нётен;
  - лучшая исполнительница роли второго плана: Мерет Беккер;
  - лучший монтаж: Петер Р. Адам.
- 1998: Золотой приз Гильдии немецкого артхаус-кинематографа.

Фильм также был номинирован на Премию Европейской киноакадемии.

## Отклики в прессе
Оригинальный текст (нем.)Joseph Vilsmaier zeichnet die Charaktere der Comedian Harmonists außerordentlich präzise nach. In dichten Bildfolgen vermittelt er die Atmosphäre jener Zeit und bezieht Stellung zur damaligen politischen Situation.
«Йозеф Фильсмайер рисует характеры музыкантов группы чрезвычайно точно. В последовательности эпизодов он передаёт атмосферу, связанную с нагнетанием политической ситуации того времени.» 
 — kinofenster.de

Оригинальный текст (нем.)Der ehrgeizige Regisseur, Kameramann und Produzent in Personalunion lieferte mit seiner Hommage ein Stück Kino, das alles hat: Witz, Dramatik, Glamour und Historie, auch wenn bei der schieren Masse des Materials das eine oder andere dramatische Detail untergehen muss.
«Режиссёр, оператор и продюсер в одном лице выпускает к своей чести кинокартину, где есть всё: юмор, драма, гламур и история, даже если в обширной массе материала отдельные детали тонут.» 
 — kino.de

Оригинальный текст (нем.)In der Herausstellung der persönlichen Schicksale einzelner Mitglieder der Comedian Harmonists und ihres öffentlichen Werdegangs gelingt Vilsmaier eine Ausarbeitung der politischen Situation.
«Отображением личных судеб отдельных членов коллектива и их общественной карьеры, Фильсмайеру удаётся очертить политическую ситуацию в целом.» 
 — Kinostraße